# Metaphrynella sundana
Espèce
Synonymes
- Calohyla sundana Peters, 1867

Statut de conservation UICN

 LC  : Préoccupation mineure
Metaphrynella sundana est une espèce d'amphibiens de la famille des Microhylidae. 

## Répartition
Cette espèce est endémique de Bornéo. Elle se rencontre en dessous de 700 m d'altitude, :
- au Brunei ;
- en Malaisie orientale au Sabah et au Sarawak ;
- en Indonésie au Kalimantan.

## Ethologie
Cette espèce fait partie d'une famille qui s'est spécialisée dans l'exploitation des cavités remplies d'eau de branche ou d'arbres nommées dendrotelme. 
Une étude récente a montré que chez cette espèce, le mâle est capable d'adapter précisément (après quelques essais) sa position, la force et le ton de son champ, selon le niveau de l'eau dans son trou pour utiliser au mieux la résonance du trou afin de mieux faire entendre son chant dans le brouhaha de la jungle, jusqu'à une cinquantaine de mètres,.

## Publication originale
- Peters, 1867 : Herpetologische Notizen. Monatsberichte der Königlichen Preussischen Akademie der Wissenschaften zu Berlin, vol. 1867, p. 13-37 (texte intégral).